# Antica Prussia

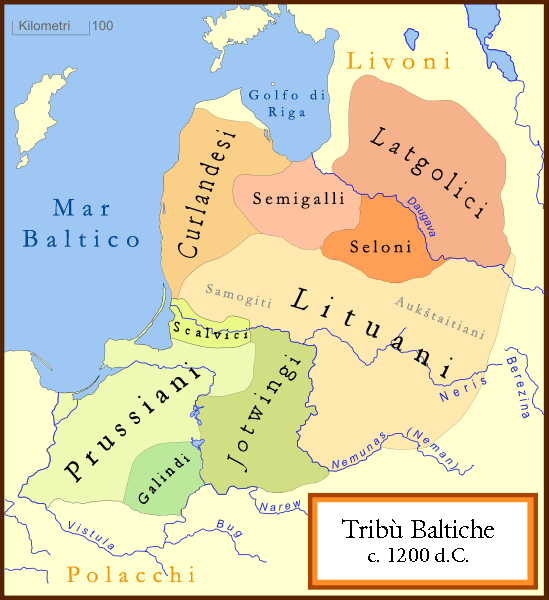
I Prussiani nel contesto degli altri popoli baltici, nel 1200

L'Antica Prussia fu una regione che si estendeva dalla costa sud-orientale del Mar Baltico fino alla Terra dei laghi della Masuria, chiamato Brus nelle carte dell'VIII secolo del Geografo bavarese. Gli storici precedenti avevano documentato i popoli prussiani come orientali, con Tacito che si riferiva ad essi come Aesti . La Prussia fu segnalata ancora in relazione ad Adalberto di Praga, un missionario cristiano inviato da Boleslao I di Polonia per convertire i Prussiani, ma che fu poi ucciso da essi nel 997. I reperti archeologici in Prussia suggeriscono una continua presenza nella regione, fino almeno al 2000 a.C. Il popolo baltico parlava una gran varietà di lingue, tra le quali l'antico prussiano che apparteneva alle ramo occidentale del gruppo delle lingue baltiche. Ad esse sono legate le moderne rappresentanti di questo gruppo, cioè la lingua lettone e quella lituana, appartenenti al ramo baltico orientale.
Nella preistoria, la parte orientale dell'area era abitata dai baltici orientali, mentre i baltici occidentali (inclusi i Prussiani) abitavano la Sambia e le aree ad ovest. Nei tempi, i baltici occidentali si consolidarono nella nazione prussiana, mentre i baltici orientali si consolidarono in parte della nazione lituana.